# Sandra Laoura
Sandra Laoura är en fransk freestyleåkare, född 21 juli 1980 i Constantine (قسنطينة, Algeriet). 11 februari 2006 vann hon bronsmedalj puckelpist i OS i Turin, och blev därmed den första fransyska någonsin att vinna en OS-medalj inom grenen.
5 januari 2007 föll hon på ryggen under en träning i Mont-Gabriel (Québec, Kanada) och bröt två ryggkotor. Några månader senare är det fortfarande oklart om hon ska kunna röra benen igen.